# Colonização do Kosovo

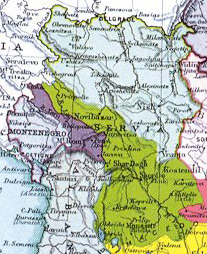
Divisão de Kosovo entre o Reino da Sérvia (verde) e o Reino de Montenegro (roxo) na sequência da Guerra dos Balcãs, 1913.

A colonização do Kosovo foi um projeto de Estado aplicado pelo Reino da Iugoslávia durante o período entre-guerras (1918-1941). Durante a colonização sobre o Kosovo foram assentados entre 60 000  e 65 000  colonos. Mais de 90% do número total de colonos eram sérvios.
Em paralelo com a colonização da Iugoslávia, foi realizado o processo de migração forçada de albaneses étnicos de Kosovo. . Durante a Segunda Guerra Mundial, após a anexação do Kosovo pela Albânia, muitos colonos foram assassinados ou expulsos para a Sérvia e Montenegro. A colonização do Kosovo e eventos relacionados têm contribuído grandemente para o conflito sérvio-albanês.

## Processo de colonização
O início da colonização do Kosovo começou durante a Guerra dos Balcãs. Após a Primeira Guerra Mundial começou a colonização sistemática como um projeto de estado do Reino da Iugoslávia. O governo de Belgrado iniciou um amplo programa de colonização do Kosovo, dando vantagem aos ex-soldados ou membros das unidades Chetniks. Aos colonos eram fornecidos regularmente armamentos pelo governo .
Os colonos inicialmente receberam terras que foram tiradas de seus donos atuais com trabalhos regulares. Segundo o Instituto de História do Kosovo, um grande número de colonos foram transferidos para as casas dos albaneses étnicos que foram expulsos à força. Muitas vezes se mudaram para casas confiscadas de rebeldes de etnia albanesa. . A apreensão de terras albanesas leva à revolta de aldeias inteiras, e até mesmo uma intervenção militar .

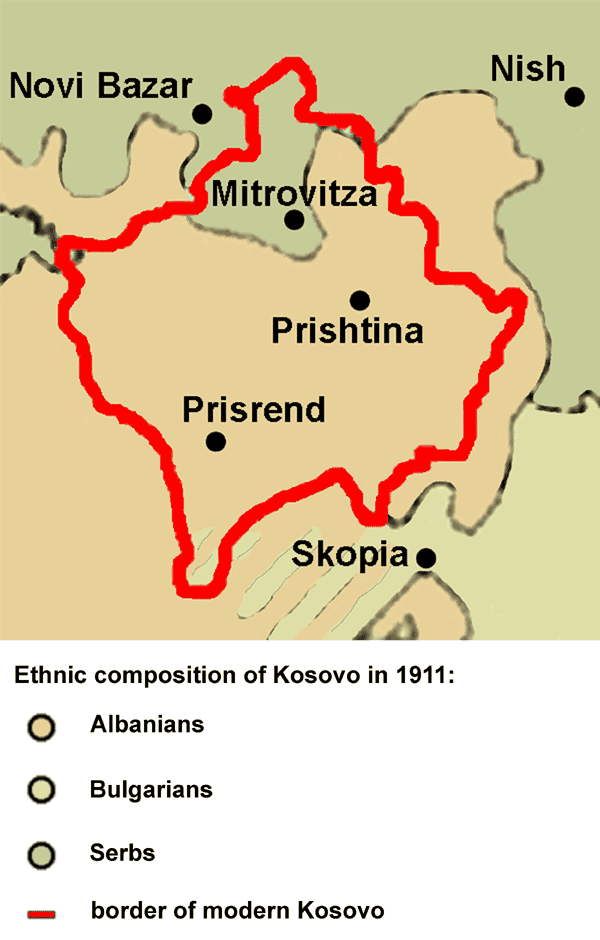
Composição étnica do Kosovo em 1911.

O político sérvio Vaso Čubrilović criticou a colonização gradual e exigiu medidas radicais. Em 1937, ele propôs a expulsão dos albaneses como uma solução definitiva do "problema albanês" na Iugoslávia: 
"Em nossa análise da colonização no sul, temos a visão de que o único meio eficaz de resolver este problema é a expulsão em massa dos albaneses. Colonização gradual não teve sucesso no nosso país, nem em outros países para esse assunto. Se o Estado pretende intervir em favor de seu povo na luta pela terra, só pode ser bem sucedido ao agir brutalmente ".— Vaso Čubrilović, Memorandum

## Consequências
A colonização de 60 000 sérvios foi seguida por assassinatos em massa e o êxodo de dezenas de milhares de sérvios durante a Segunda Guerra Mundial  após a anexação do Kosovo, em seguida, pela Albânia fascista. Carlo Umiltà, um assessor do líder das forças italianas no Kosovo, explicou que os albaneses estavam a exterminar todos os eslavos e falou de vários eventos onde o exército italiano afligido foi obrigado a disparar contra os seus aliados albaneses para deter os massacres de sérvios .
"Esforços devem ser feitos para livrar a população sérvia no Kosovo e Metohija, logo que possível ... Todos os sérvios nativos devem ser declarados como colonos e, com a ajuda dos governos da Albânia e da Itália, deveram ser enviados para campos de concentração na Albânia. Os colonos sérvio devem serem mortos. "— Mustafa Merlika-Kruja, Speech excerpt
Após a guerra, as políticas liberais iugoslavas permitiram que a população albanesa aumentassem de 75% a mais de 90% com a taxa de natalidade e imigração acrescidas, em contraste, a população sérvia diminuiu para apenas 8% da população pré-guerra. 